# Stade de l'Unité-Africaine
Le stade de l'Unité-Africaine (en arabe : ملعب الوحدة الإفريقية) est un stade omnisports situé dans la ville de Mascara en Algérie. Ce stade, en gazon naturel, a une capacité est de 22 000 places. Le club de football domicilié dans le stade est le GC Mascara.

## Histoire
Le complexe sportif omnisports est inauguré le 11 décembre 1986 et baptisé Stade de l'Unité Africaine, en complément de l'ancien stade de la ville, le stade Aoued-Meflah.

## Description du stade
Le stade a une capacité de 22 000 spectateurs; sa pelouse est en gazon naturel. Il est doté de quatre vestiaires, d'une cafeteria et d'un salon d'honneur. Il est équipé aussi d'un tableau électronique. Une piste pour les compétitions d'athlétisme de huit couloirs entoure la pelouse. À l'extérieur du stade, une aire de stationnement est aménagée pour les véhicules.

## Événements importants
- 11 décembre 1986 :  Algérie 2 - 1  Côte d'Ivoire (match amical - inauguration du stade)

## Sources
- Stade de l'Unité-Africaine - les-sports.info